# 燕岗南站
燕岗南站位于四川省峨眉山市九里镇方碾村，是成昆铁路和连乐铁路的交汇车站，由成都局集团峨眉车务段管辖，设有2条正线、4条到发线，办理多方向的列车运输组织任务及地方铁路过轨业务：成昆铁路和成渝铁路间的货物列车可经由本站和连乐铁路中转，不再需要进入成都。车站于2023年6月20日成昆铁路经过施工后引入本站，本站正式开通。